# Tunisian Open
O Tunisian Open (lit. Aberto da Tunísia) foi um torneio masculino de golfe profissional, que foi integrante do calendário oficial do PGA European Tour entre os anos de 1982 e 1985. Foi a primeira empreitada do European Tour fora da Europa. O prêmio monetário foi de 70.000 euros, em 1985.

## Campeões
| Ano  | Campeão         | País       | Pontuação | Par | Margem de vitória | Vice-campeão(ões)                              |
| ---- | --------------- | ---------- | --------- | --- | ----------------- | ---------------------------------------------- |
| 1985 | Stephen Bennett | Inglaterra | 285       | −3  | Playoff           | Paul Way                                       |
| 1984 | Sam Torrance    | Escócia    | 282       | −6  | 1 tacada          | Brian Waites                                   |
| 1983 | Mark James      | Inglaterra | 284       | −4  | 2 tacadas         | Gordon Brand Jnr Gordon J. Brand Tom Sieckmann |
| 1982 | Antonio Garrido | Espanha    | 286       | −2  | Playoff           | Manuel Calero                                  |